# 광주봉주초등학교
광주봉주초등학교는 대한민국 광주광역시 남구에 있는 초등학교다.

## 학교 연혁
- 1978년 3월 2일 개교(1978년 6월 7일 현 위치로 이전)
- 1987년 3월 1일 장산국민학교 분리(14학급)
- 1998년 1월 17일 광주봉주초등학교 병설유치원 인가
- 1998년 9월 1일 제8대 임일택 교장 부임
- 2000년 10월 6일 광주광역시교육청지정 육상우수선수육성 시범학교운영 (2/2) 공개
- 2002년 3월 1일 제9대 이영규 교장 부임
- 2003년 2월 18일 제22회 졸업식(졸업생 9,776명)
- 2004년 2월 20일 제23회 졸업식(졸업생 10,023명)
- 2004년 9월 1일 제10대 주양홍 교장 부임
- 2005년 2월 18일 제24회 졸업식(졸업생 10,280명)
- 2006년 2월 17일 제25회 졸업식(졸업생 10,544명)
- 2006년 3월 1일 제11대 조철진 교장 부임
- 2007년 2월 15일 제26회 졸업식(졸업생 10,323명)
- 2008년 2월 15일 제27회 졸업식(졸업생 10,572명)
- 2008년 9월 1일 제12대 이경탁 교장 부임
- 2009년 2월 12일 제28회 졸업식(졸업생 10,763명)
- 2010년 2월 11일 제29회 졸업식(졸업생 10,964명)
- 2010년 9월 1일 제13대 신승원 교장 부임
- 2011년 2월 14일 제30회 졸업식(졸업생 11,126명)
- 2011년 3월 1일 ‘빛고을 혁신학교’ 운영
- 2012년 2월 14일 제31회 졸업식(졸업생 11,298명)
- 2013년 2월 15일 제32회 졸업식(졸업생 12,109명)
- 2014년 2월 14일 제33회 졸업식(졸업생 12,249명)
- 2014년 9월 1일 제14대 이영란 교장 부임
- 2015년 2월 13일 제34회 졸업식(졸업생 12,382명)
- 2015년 3월 1일 ‘빛고을 혁신학교 재지정’ 운영
- 2016년 2월 5일 제35회 졸업식(졸업생 12,486명)
- 2017년 2월 10일 제36회 졸업식(졸업생 12,595명)
- 2017년 9월 1일 제15대 김현덕 교장 부임
- 2018년 2월 9일 제37회 졸업식(졸업생 12,669명)